# Diana Haddad

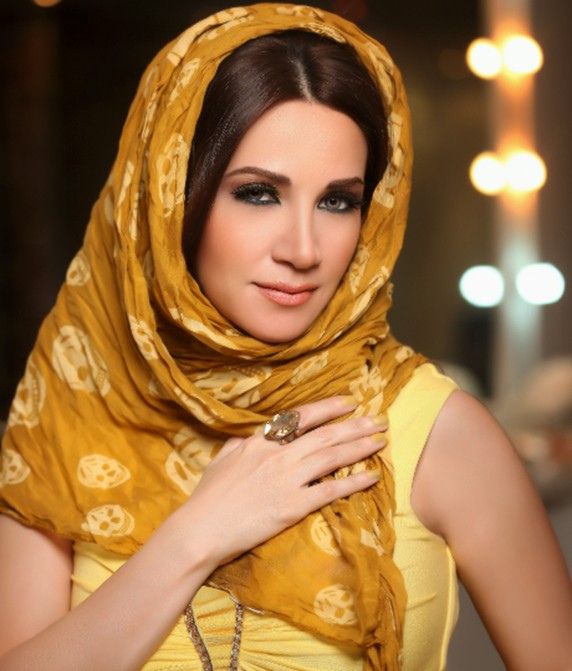
Diana Haddad (2013)

Diana Joseph Haddad (* 1. Oktober 1976 in Bsalim) ist eine libanesische Sängerin.

## Leben und Karriere
Haddad wurde in einem kleinen Dorf namens Bsalim im Matn Distrikt (Gouvernement Libanonberg) im Zentrallibanon geboren. Ihr Talent wurde früh entdeckt, als sie einen Wettbewerb bei Studio El-Fan gewann. Diana war 16 Jahre alt, als sie ihr Debüt als Sängerin gab.

## Diskografie

### Studioalben
- 1996: Saken
- 1997: Ammanih
- 1997: Ahl Al Esheg
- 1998: Yammaia
- 1999: Shater
- 2000: Jarh Al Habib
- 2001: Akhbar Helwa
- 2002: Law Yesaloni
- 2004: Awel Marrah
- 2006: Diana 2006
- 2008: Men Diana Illa
- 2011: Bent Osol
- 2014: Ya Bashar

### Livealben
- 1996: Anida

### Kompilationen
- 2002: Best of

### Singles (Auswahl)
- 2006: Mas Wi Loli
- 2013: La fiesta (mit ZAD)
- 2017: Ela Hona
- 2022: Ain Al Qalb (mit Assi El Hallani)
- 2025: Ehda 7abba (mit Douzi)